# Hydro sulfide
Hydro sulfide là hợp chất hóa học có công thức H
2S. Nó là một loại khí Hydro halogenua không màu với mùi hôi đặc trưng của trứng thối. Nó rất độc, có tính ăn mòn và dễ cháy.
Hydro sulfide thường được sản xuất từ sự phân hủy vi sinh vật của chất hữu cơ trong trường hợp không có khí oxy, chẳng hạn như trong đầm lầy và cống rãnh; quá trình này thường được gọi là quá trình phân hủy kỵ khí được thực hiện bởi các vi sinh vật khử sunfat. H
2S cũng xuất hiện trong khí núi lửa, khí tự nhiên và trong một số nguồn nước giếng. Cơ thể con người tạo ra một lượng nhỏ H
2S và sử dụng nó như là một phân tử tín hiệu.
Nhà hóa học người Thụy Điển Carl Wilhelm Scheele được cho là đã phát hiện ra thành phần hóa học của Hydro sulfide vào năm 1777.

## Tính chất hóa học
Hydro sulfide đậm đặc hơn không khí một chút; hỗn hợp H
2S và không khí có thể phát nổ. Hydro sulfide cháy trong oxy với ngọn lửa màu xanh lam để tạo thành lưu huỳnh dioxide (SO
2) và nước. Nói chung, hydro sulfide hoạt động như một chất khử, đặc biệt là với sự có mặt của base, tạo thành ion SH-.
Ở nhiệt độ cao hoặc với sự có mặt của chất xúc tác, lưu huỳnh dioxide phản ứng với hydro sulfide để tạo thành lưu huỳnh nguyên tố và nước. Phản ứng này được khai thác trong quy trình Claus, một phương pháp công nghiệp quan trọng để loại bỏ hydro sulfide.
Hydro sulfide tan ít trong nước và hoạt động như một acid yếu (pKa   = =   6,9 trong 0,01-0.1 dung dịch mol / lít ở 18 °C), tạo ra ion hydrosulfide HS−
 (cũng viết SH−
). Hydro sulfide và các dung dịch của nó là không màu. Khi tiếp xúc với không khí, nó từ từ bị oxy hóa tạo thành lưu huỳnh nguyên tố, không tan trong nước. Các anion sulfide S2−
không được hình thành trong dung dịch nước.
Hydro sulfide phản ứng với các ion kim loại để tạo thành sulfide kim loại, không hòa tan, thường là chất rắn màu tối. Giấy acetate chì (II) được sử dụng để phát hiện hydro sulfide vì nó dễ dàng chuyển thành chì (II) sulfide, có màu đen. Xử lý sulfide kim loại bằng acid mạnh thường giải phóng hydro sulfide.
Ở áp suất trên 90 GPa (gigapascal), hydro sulfide trở thành chất dẫn điện như kim loại. Khi được làm mát dưới nhiệt độ tới hạn, pha áp suất cao này thể hiện tính siêu dẫn. Nhiệt độ tới hạn tăng theo áp suất, dao động từ 23   K ở 100 GPa đến 150   K ở mức 200 GPa. Nếu hydro sulfide được điều áp ở nhiệt độ cao hơn, sau đó được làm mát, nhiệt độ tới hạn là 203 K (−70 °C), nhiệt độ tới hạn siêu dẫn cao nhất được chấp nhận vào năm 2015. Bằng cách thay thế một phần nhỏ lưu huỳnh bằng phosphor và sử dụng áp suất thậm chí cao hơn, người ta đã dự đoán rằng có thể tăng nhiệt độ tới hạn lên trên 0 °C (273 K) và đạt được tính siêu dẫn ở nhiệt độ phòng.

### Tính acid yếu
Khí H2S tan trong nước tạo thành dung dịch acid sulfidehydric rất yếu (yếu hơn acid H2CO3) với H+ + HS- K1= 6.10-8 và HS- H+ + S 2- K2=10-14
Tác dụng với các dung dịch kiềm tạo hai muối, muối trung hoà và muối acid:
H2S + 2NaOH -> Na2S + 2H2O
H2S + NaOH -> NaHS + H2O
Đặc biệt H2S tác dụng với các dung dịch muối cacbonat kim loại kiềm chỉ tạo ra muối hydro cacbonat. 
H2S + Na2CO3 -> NaHCO3 + NaHS

### Tính khử mạnh
Trong acid H2S và các muối của nó (S có số oxi hoá -2) nên là chất khử mạnh. H2S cháy trong không khí với ngọn lửa màu xanh nhạt.
2H2S + 3O2 → 2 H2O + 2SO2
Nếu không cung cấp đủ không khí, H2S bị oxy hóa thành S. Chlor có thể oxi hoá H2S thành H2SO4 (khi có nước).
4Cl2 + H2S + 4H2O → H2SO4 + 8 HCl
H2S tác dụng với các kim loại kiềm tạo thành muối acid.
2H2S + 2K → 2KHS + H2
Còn với các kim loại khác thì tạo thành muối sulfide. H2S khan không tác dụng với Cu, Ag, Hg, nhưng khi có mặt hơi nước thì lại tác dụng khá nhanh làm cho bề mặt các kim loại này bị xám lại.
4 Ag + 2H2S + O2 → 2Ag2S + 2H2O

## Các sulfide
Muối sulfide của kim loại nhóm IA như Na2S, K2S tan trong nước và tác dụng với các acid HCl, H2SO4 sinh ra khí H2S. Muối sulfide của kim loại nặng như CuS, PbS.. không tan trong nước, không tác dụng với dung dịch acid HCl, H2SO4. Muối sulfide của một số kim loại còn lại như ZnS, FeS không tan trong nước nhưng tác dụng với dung dịch acid HCl, H2SO4 sinh ra khí H2S. Một số muối sulfide có màu đặc trưng như ZnS màu trắng (dùng làm màn huỳnh quang, ti vi.); CdS, As2S3 màu vàng; CuS, PbS, Ag2S, HgS màu đen. Dựa vào tính chất này để nhận biết muối sulfide.

## Điều chế
Hydro sulfide thường thu được nhất khi tách khỏi khí chua, đây là khí tự nhiên có hàm lượng H
2S cao. Nó cũng có thể được sản xuất bằng cách xử lý hydro bằng lưu huỳnh nguyên tố nóng chảy ở khoảng 450 °C. Các hydrocarbon có thể phục vụ như một nguồn cung cấp hydro trong quá trình này.
Vi khuẩn khử sunfat (giảm lưu huỳnh) tạo ra năng lượng có thể sử dụng trong điều kiện oxy thấp bằng cách sử dụng sunfat (lưu huỳnh nguyên tố) để oxy hóa các hợp chất hữu cơ hoặc hydro; điều này tạo ra hydro sulfide như một sản phẩm thải.
Một chế phẩm phòng thí nghiệm tiêu chuẩn là xử lý sắt sulfide bằng axit mạnh trong bình Kipp:
FeS + 2 HCl → FeCl2 + H2S
Để sử dụng trong phân tích vô cơ định tính, thioacetamide được sử dụng để điều chế H
2S:
CH3C(S)NH2 + H2O → CH3C(O)NH2 + H2S
Nhiều sulfide kim loại và phi kim, ví dụ nhôm sulfide, phosphor pentasulfide, silic disulfide giải phóng hydro sulfide khi tiếp xúc với nước:
6 H2O + Al2S3 → 3 H2S + 2 Al(OH)3
Khí này cũng được sản xuất bằng cách đun nóng lưu huỳnh với các hợp chất hữu cơ rắn và bằng cách giảm các hợp chất hữu cơ chứa lưu huỳnh bằng hydro.
Máy nước nóng có thể hỗ trợ chuyển đổi sulfat trong nước thành khí hydro sulfide. Điều này là do cung cấp một môi trường ấm áp bền vững cho vi khuẩn lưu huỳnh và duy trì phản ứng tương tác giữa sunfat trong nước và cực dương của máy nước nóng, thường được làm từ kim loại magiê.

### Sinh tổng hợp trong cơ thể
Hydro sulfide có thể được tạo ra trong các tế bào thông qua con đường enzyme hoặc không enzyme. H
2S trong cơ thể hoạt động như một phân tử tín hiệu khí được biết là có tác dụng ức chế Phức hợp IV của chuỗi vận chuyển điện tử ti thể làm giảm hiệu quả hoạt động tạo ATP và sinh hóa trong tế bào. Ba enzyme được biết đến có tổng hợp H
2S: cystathionine-lyase (CSE), cystathionine-synthetase (CBS) và 3-mercaptopyruvate sulfurtransferase (3-MST). Những enzyme này đã được xác định trong một chiều rộng của các tế bào và mô sinh học, và hoạt động của chúng đã được quan sát thấy là do một số trạng thái bệnh gây ra. Ngày càng rõ ràng rằng H
2S là một trung gian quan trọng của một loạt các chức năng tế bào trong sức khỏe và bệnh tật. CBS và CSE là những người đề xuất chính của H
2S, theo con đường trans-sulfuration. Những enzyme này được đặc trưng bởi sự chuyển một nguyên tử lưu huỳnh từ methionine sang serine để tạo thành một phân tử cystein. 3-MST cũng góp phần vào việc sản xuất hydro sulfide bằng con đường dị hóa cystein. Các amino acid trong chế độ ăn uống, chẳng hạn như methionine và cysteine đóng vai trò là chất nền chính cho quá trình chuyển hóa và trong sản xuất hydro sulfide. Hydrogen sulfide cũng có thể được tổng hợp bằng con đường không enzyme, có nguồn gốc từ các protein như ferredoxin và protein Rieske.

## Công dụng

### Sản xuất lưu huỳnh, hợp chất vô cơ và sulfide kim loại kiềm
Công dụng chính của hydro sulfide là tiền chất của lưu huỳnh nguyên tố. Một số hợp chất lưu huỳnh hữu cơ được sản xuất bằng hydro sulfide. Chúng bao gồm methanethiol, ethanethiol và acid thioglycolic.
Khi kết hợp với các base kim loại kiềm, hydro sulfide chuyển đổi thành hydrosulfide kiềm như natri hydrosulfide và natri sulfide:
H2S + NaOH  →  NaHS + H2O
NaHS + NaOH  →  Na2S + H2O
Các hợp chất này được sử dụng trong ngành công nghiệp làm giấy. Cụ thể, muối của SH - phá vỡ liên kết giữa các thành phần lignin và cellulose của bột giấy trong quy trình Kraft.
Natri sulfide có thể đảo ngược khi có mặt acid biến thành hydrosulfide và hydro sulfide; nó cung cấp hydrosulfide trong các dung dịch hữu cơ và được sử dụng trong sản xuất thiophenol.

### Hóa phân tích
Trong hơn một thế kỷ, hydro sulfide rất quan trọng trong hóa học phân tích trong phân tích vô cơ định tính các ion kim loại. Trong các phân tích này, các ion kim loại nặng (và phi kim) (ví dụ: Pb (II), Cu (II), Hg (II), As (III)) bị kết tủa từ dung dịch khi tiếp xúc với H
2S). Các thành phần của kết tủa sau đó lại phản ứng có chọn lọc với một số chất, và do đó được xác định.

### Tiền chất của sulfide kim loại
Như đã chỉ ra ở trên, nhiều ion kim loại phản ứng với hydro sulfide để tạo ra sulfide kim loại tương ứng. Chuyển đổi này được khai thác rộng rãi. Ví dụ, khí hoặc nước bị ô nhiễm bởi hydro sulfide có thể được làm sạch bằng kim loại, bằng cách tạo thành sulfide kim loại. Trong quá trình tinh chế quặng kim loại bằng phương pháp tuyển nổi, bột khoáng thường được xử lý bằng hydro sulfide để tăng cường sự phân tách. Các bộ phận kim loại đôi khi bị thụ động với hydro sulfide. Các chất xúc tác được sử dụng trong hydrodesulfurization được kích hoạt thường xuyên với hydro sulfide, và hoạt động của các chất xúc tác kim loại được sử dụng trong các bộ phận khác của nhà máy lọc dầu cũng được sửa đổi bằng hydro sulfide.